# Taormina

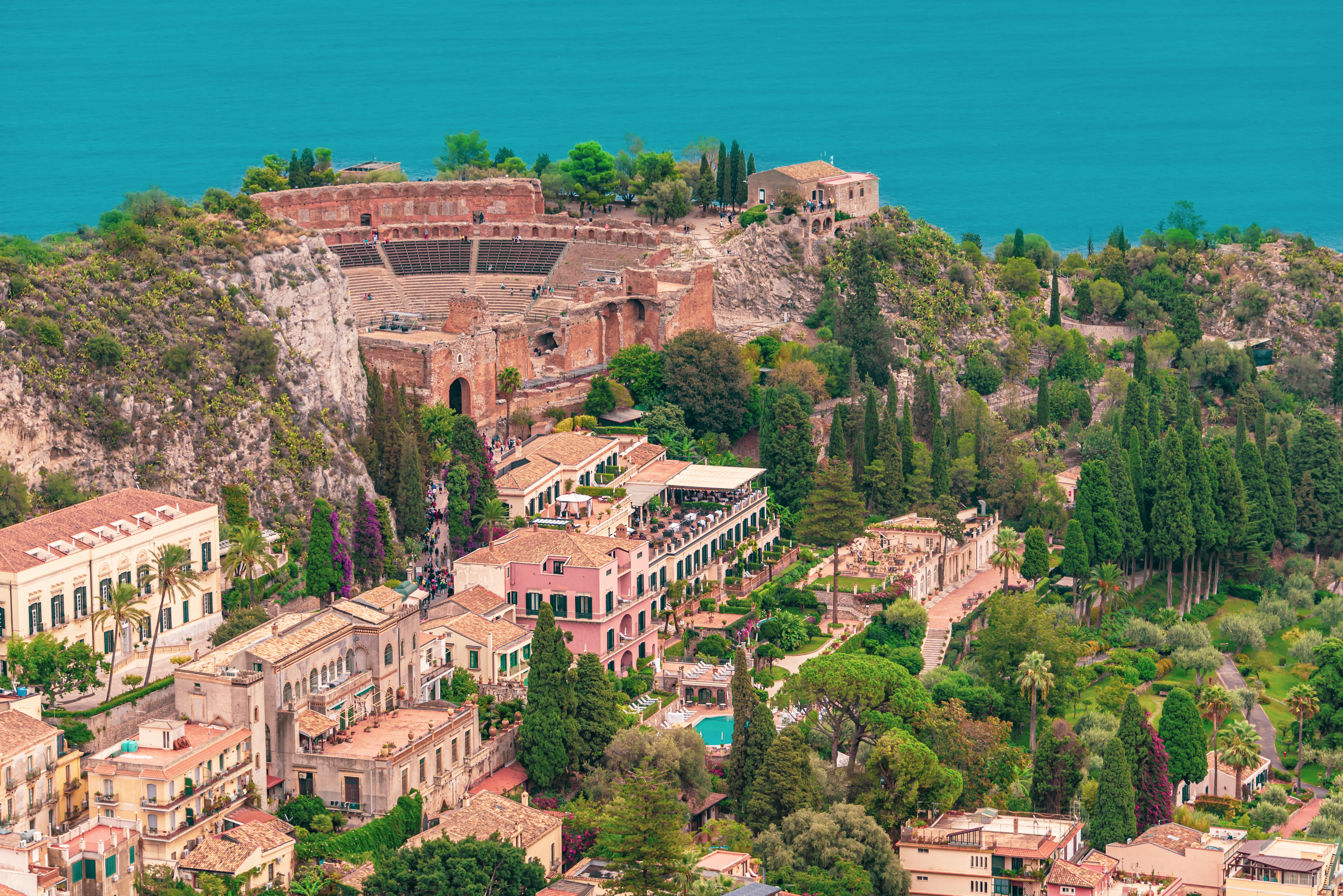
Toàn cảnh thị trấn Taormina

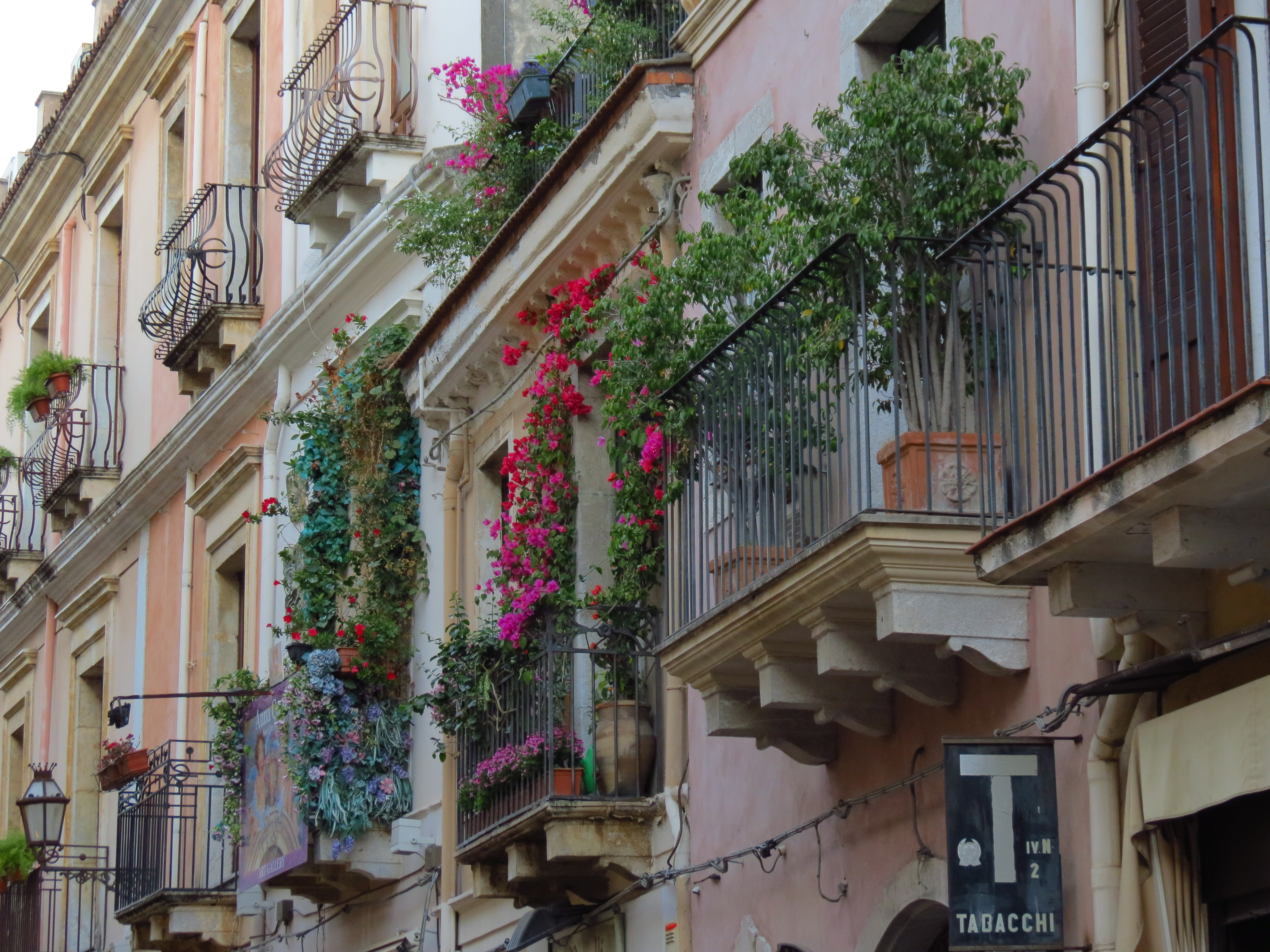
Kiến trúc Taormina

Taormina là một đô thị (comune) thuộc Messina tọa lạc trên bờ biển phía đông của đảo Sicily của nước Ý. Thị trấn Taormina đã là một địa điểm du lịch từ thế kỷ 19. Các bãi biển của thị trấn này trên biển Ionian, bao gồm Isola Bella, có thể di chuyển đến được bằng xe điện trên không được xây dựng vào năm 1992 và bằng đường cao tốc từ Messina ở phía bắc và Catania ở phía nam. Vào ngày 26–27 tháng 5 năm 2017, thị trấn Taormina đã tổ chức Hội nghị thượng đỉnh G7 lần thứ 43. Ngày nay, Taormina đã truyền cảm hứng cho việc đặt tên cho Toormina, một vùng ngoại ô của Coffs Harbour, New South Wales, Úc. Kiến trúc của Taormina cũng là nguyên mẫu cho kiến trúc của Dự án Khu Địa Trung Hải (Thị trấn Hoàng hôn) ở Phú Quốc. Đây cũng là thị trấn kết nghĩa với Abadan, Khuzestan của Iran.

## Tổng quan
Lịch sử của thị trấn Taormina bắt đầu từ trước khi Hy Lạp cổ đại thiết lập thuộc địa đầu tiên của mình trên đảo Sicily vào năm 734 TCN. Sau sự sụp đổ của Đế chế Tây La Mã, thị trấn Taormina tiếp tục được xem là một trong những thị trấn quan trọng hơn của hòn đảo. Taormina theo lịch sử của Sicily khi chịu sự cai trị liên tiếp dưới tay các quốc vương nước ngoài. Sau sự kiện Thống nhất nước Ý, Taormina bắt đầu thu hút khách du lịch khá giả từ Bắc Âu, và nó được biết đến như một thiên đường chào đón những người đồng tính nam và nghệ sĩ.
Thị trấn Taormina hiện tại chiếm cứ địa điểm cổ xưa, trên một ngọn đồi tạo thành điểm nhô ra cuối cùng của sườn núi kéo dài dọc theo bờ biển từ Cape Pelorus đến thời điểm này. Vị trí của khu phố cổ cao khoảng 250m so với mặt nước biển, trong khi một tảng đá rất dốc và gần như bị cô lập, trên đỉnh là một lâu đài Norman, cao khoảng 150m. Đây có thể là địa điểm của thành cổ Arx vốn là một vị trí không thể tiếp cận được các nhà văn cổ đại đề cập. Các phần của những bức tường cổ có thể được tìm thấy trong khoảng thời gian xung quanh đỉnh đồi, toàn bộ đỉnh của nó đã bị chiếm giữ bởi thành phố cổ. Vô số tàn tích của các tòa nhà cổ nằm rải rác trên toàn bộ bề mặt của nó, bao gồm các hồ chứa nước rộng lớn, lăng mộ, vỉa hè lát gạch, v.v., và phần còn lại của một tòa nhà rộng rãi, thường được gọi là Naumachia.
Một số địa điểm lịch sử như Lâu đài Saracen được người Ả Rập xây dựng cao khoảng 400 mét trên đá Monte Tauro, Castello Saraceno cho phép án ngữ Taormina và vịnh biển xinh đẹp này, đồng thời kiểm soát thung lũng sông Alcantara. Nghĩa địa Ả Rập có lẽ được xây dựng từ thế kỷ thứ chín đến thế kỷ thứ mười một với các ô đối xứng được đặt chồng lên nhau. Nằm bên ngoài bức tường thành bảo vệ thị trấn Taormina, nghĩa địa mở rộng về phía đông bắc, giữa những tàn tích hiện có và Nhà thờ Thánh Pietro. Nhà hát Taormina được xây dựng phần lớn bằng gạch, và do đó có lẽ có niên đại La Mã, mặc dù kế hoạch và sự sắp xếp giống kiểu các nhà hát của Hy Lạp, chứ không phải La Mã; từ đó người ta cho rằng cấu trúc hiện tại được xây dựng lại trên nền của một nhà hát cũ hơn của thời kỳ Hy Lạp.

## Danh nhân
- Tyndarion (278 TCN)
- Andromachus (thế kỷ thứ IV TCN)
- Pancras của Taormina
- Wilhelm von Gloeden (1856-1931)
- Pancrazio Buciunì (1879 - 1963)
- Gayelord Hauser (1895-1984)
- Robert Hawthorn Kitson (1873- 1947)
- Daphne Phelps (1911– 2005)
- Thomas Shaw-Hellier (1836 - 1910)
- Carla Cassola (sinh 1947)
- Francesco Buzzurro (sinh 1969)
- Cateno De Luca (sinh 1972)
- Guido Caprino (sinh 1974)
- Norma Murabito (sinh 1987)